# 2251 Tikhov
2251 Tikhov (1977 SU1) là một tiểu hành tinh vành đai chính được phát hiện ngày 19 tháng 9 năm 1977 bởi N. Chernykh ở Đài vật lý thiên văn Crimean.